# Amtsgericht Marktbreit
Das Amtsgericht Marktbreit war ein von 1879 bis 1932 bestehendes bayerisches Gericht der ordentlichen Gerichtsbarkeit mit Sitz in der Stadt Marktbreit.

## Geschichte
Ein Fürstl. Schwarzenbergisches Herrschaftsgericht bestand von 1827 bis 1848, dann folgte eine Gerichts- und Polizeibehörde bis 1853, dann ein Landgericht älterer Ordnung. Mit Inkrafttreten des Gerichtsverfassungsgesetzes am 1. Oktober 1879 wurde ein Amtsgericht zu Marktbreit errichtet, dessen Sprengel aus dem vorherigen Landgerichtsbezirk Marktbreit geschaffen wurde und demzufolge aus den damaligen Gemeinden Bullenheim, Enheim, Gnötzheim, Herrnsheim, Hüttenheim, Iffigheim, Marktbreit, Martinsheim, Obernbreit, Segnitz, Seinsheim, Tiefenstockheim und Wässerndorf bestand. Übergeordnete Instanz war das Landgericht Würzburg. Das Amtsgericht hatte seinen Sitz im Schloss Marktbreit.
Mit Wirkung vom 1. Juli 1932 wurden das Amtsgericht Marktbreit aufgehoben und aus dessen Bezirk
- die Orte Herrnsheim und Hüttenheim dem Amtsgericht Kitzingen,
- die Dörfer Bullenheim und Gnötzheim dem Amtsgericht Uffenheim,
- die übrigen Ortschaften dem Amtsgericht Ochsenfurt zugewiesen.[4]